# تامی ورنر
تامی ورنر (به انگلیسی: Tommy Werner) (زادهٔ ۳۱ مارس ۱۹۶۶) شناگر اهل سوئد است.